# ReadWrite
ReadWrite (anciennement ReadWriteWeb) est un blog consacré aux technologies web qui en couvre l’actualité et se distingue par ses notes d’analyse et de prospective ainsi que par l’accent mis sur les usages dans les nouvelles technologies et leur impact sur les médias et la société. Il est fondé par Richard MacManus en Nouvelle-Zélande.
La version originale du site ReadWriteWeb (abrégé en RWW) est lancée aux États-Unis en 2003. RWW couvre l'actualité du « Web 2.0 » et des technologies numériques en général, également l'actualité des industries associées, et publie critiques et analyses. Le site, fondé par Richard MacManus, est classé 12e dans la liste des 100 meilleurs blogues mondiaux  par le site Technorati le 9 octobre 2010 ; il est basé à Lower Hutt, en Nouvelle-Zélande, mais les responsables et contributeurs du site sont basés dans plusieurs autres endroits, notamment Portland. À partir d'octobre 2008, le site du New York Times a commencé à agréger le contenu en ligne du site.
En 2009 son édition française est nommée 'Meilleur Blog HiTech de l'année' par un jury présidé par Nathalie Kosciusko-Morizet pour le magazine Challenge.